# Добовец при Поникви
Добовец при Поникви (словен. Dobovec pri Ponikvi) је насељено место у општини Шентјур, Савињска регија, Словенија.

## Историја
До територијалне реорганизације у Словенији био је у саставу старе општине Шентјур при Цељу.

## Становништво
У попису становништва из 2011. године, Добовец при Поникви је имао 69 становника.
| Број становника према пописима | Број становника према пописима | Број становника према пописима |
| ------------------------------ | ------------------------------ | ------------------------------ |
| 1991                           | 2002                           | 2011                           |
| 77                             | 71                             | 69                             |

Напомена: До 1953. исказивано под именом Добовец.